# 탈리아코초
탈리아코초(이탈리아어: Tagliacozzo)는 이탈리아 아브루초주 라퀼라도에 있는 코무네이다.

## 역사
탈리아코초가 있는 지역은 마르시족과 에퀴족들이 초기 역사 시대부터 살았던곳이지만, 마을의 첫 언급은 11세기부터이다. 후에 이곳은 오르시니 가문이 지배를 한다. 그들은 이곳을 1806년까지 탈리아코초의 공작이였던 콜론나 가문에게서 물려받았다.